# Diocèse de Pangkal Pinang
59140	3697876	1,6
Le diocèse de Pangkal Pinang (en latin : Dioecesis Pangkalpinangensis) est une Église particulière de l'Église catholique en Indonésie, dont le siège est à Pangkal Pinang, la capitale de la province des Îles Bangka Belitung.

## Histoire
La préfecture apostolique de Bangka et Belitung est créée le 27 décembre 1923 par détachement de la préfecture apostolique de Sumatra. Elle devient vicariat apostolique de Pangkal Pinang le 8 février 1951 puis est élevé au rand de diocèse de Pangkal Pinang le 3 janvier 1961 lors de la réorganisation de l’Église en Indonésie. Le diocèse est alors suffragant de l'archidiocèse de Medan.
Le 1er juillet 2003, le diocèse est transféré de la province ecclésiastique de Medan à celle de Palembang nouvellement créée.
Jusqu'en 1978, le diocèse a été confié à l'administration d'évêques issus des rangs des pères de Picpus (SS.CC).

## Organisation
Le diocèse de Pangkal Pinang couvre le territoire de deux provinces indonésiennes, celle des Îles Bangka Belitung et celle des Îles Riau et compte 15 paroisses dont la cathédrale Saint Joseph de Pangkal Pinang.

## Ordinaires du diocèse

### Préfets apostolique
- Theodosius Jan J. Herkenrath S.S.C.C. (1924 - 1928)
- Vitus Bouma S.S.C.C. (1928 - 1945)

### Vicaire apostolique
- Nicolas Pierre Van Der Westen (nl) S.S.C.C. (1951 - 1961), nommé 1er évêque du diocèse

### Évêques
- Nicolas Pierre Van Der Westen (nl) S.S.C.C. (1961 - 1978), précédemment vicaire apostolique
- Hilarius Moa Nurak, S.V.D. (1987 - 2016)
  - Yohanes Harun Yuwono, Administrateur apostolique (2016- 2017)
- Adrianus Sunarko, O.F.M (depuis 2017)

## Source
- Catholic-Hierarchy